# Chusé Lera Alsina
Chusé Lera Alsina (Osca), també conegut com a José Lera o Pepe Lera, és un músic, escriptor i estudiós de l'aragonès, en la seva variant chesa parlada a la Val d'Echo. En 1990, juntament amb Juan José Lagraba, va publicar una gramàtica del dialecte cheso, que en 2004 va resumir i completar amb un diccionari a Aplego: Diccionario de Resistencia y Gramática sobre lo cheso, considerat una eina important per difondre el cheso i per permetre'n l'ensenyament de base. És membre de l'Acadèmia de l'Aragonès des de la seva fundació.
Com a escriptor, a més de ser autor de moltes cançons del grup Grupo Folclórico Val d'Echo, que dirigeix, ha escrit un assaig costumista sobre la Val d'Echo, Feitos y Chens, 20 añadas de Lo güello de lo Fotatón (1980-1999), que continua en Tantonicos així com una primera novel·la titulada Tozuelo y tuero, ambdues obres escrites en aragonès. El 2006 va rebre el primer premi a la millor copla per La fuen do lo lugar al concurs de coples aragoneses convocat en ocasió de les Festes del Pilar.

## Obra

### Discografia
- Subordán (1981)
- Nugando (1984)
- Selva de Oza (1990)
- Flor de Nieu (1996)[10]

### Obra escrita
- De la gramatica de Lo cheso, fabla altoaragonesa (Grupo d'Estudios de la Fabla Chesa, 1990)[11]
- Feitos y Chens, 20 añadas de Lo güello de lo Fotatón (1980-1999) (autopublicat, 2001)[12]
- Aplego. Dicionario de resistencia y Gramatica sobre lo cheso (fabla altoaragonesa) (autopublicat, 20004)[13]
- Tozuelo y tuero (autopublicat, 2019)[14]
- Tantonicos (autopublicat, 2021)